# Rangoons internationella flygplats
Rangoons internationella flygplats (burmesiska: ရန်ကုန် အပြည်ပြည်ဆိုင်ရာ လေဆိပ်) eller Yangon International Airport är en internationell flygplats belägen 15 km norr om Rangoon. Flygplatsen är Burmas näst största.
Flygplatsen har två terminaler varav den gamla används för inrikestrafik, medan den nya som stod klar i maj 2007 används för all internationell trafik. Flygplatsens totala kapacitet är 2,7 miljoner passagerare per år. År 2006 passerade 800 000 internationella passagerare och samma siffra för inrikes var 1,2 miljoner.

## Destinationer

### Inrikes
| - Bagan (Air Bagan, Air Mandalay) - Dawei (Air Bagan, Myanmar Airways) - Heho (Air Bagan, Air Mandalay, Myanmar Airways, Yangon Airways) - Kalaymyo (Air Bagan) - Kawthaung (Air Bagan, Myanmar Airways) - Kyaing Tong (Air Bagan, Air Mandalay) - Kyaukphyu (Myanmar Airways) - Lashio (Air Bagan) - Loikaw (Myanmar Airways) - Mandalay (Air Bagan, Air Mandalay, Myanmar Airways, Yangon Airways) - Mawlamyaing (Myanmar Airways) | - Mergui (Air Bagan) - Myeik (Myanmar Airways) - Myitkyina (Air Bagan) - Naypyidaw (Air Bagan, Air Mandalay) - Nyaung-U (Myanmar Airways, Yangon Airways) - Pathein (Air Bagan, Myanmar Airways) - Putao (Air Bagan) - Sittwe (Air Bagan, Air Mandalay, Myanmar Airways) - Tachilek (Air Bagan, Air Mandalay) - Thandwe (Air Bagan, Air Mandalay, Myanmar Airways, Yangon Airways) |

### Utrikes
| - Gaya (Indian Airlines, Myanmar Airways International) - Calcutta (Indian Airlines) - Guangzhou (China Southern Airlines) - Kunming (Air China) - Peking (Air China) - Kuala Lumpur (Malaysia Airlines, Myanmar Airways International) | - Singapore (Jetstar Asia, SilkAir) - Seoul-Incheon (Asiana Airlines) - Taipei (China Airlines) - Bangkok-Suvarnabhumi (Air Bagan, Air Asia, Bangkok Airways, Myanmar Airways International, Thai Airways International) - Bangkok-Don Mueang (Nok Air, Thai Air Asia - Chiang Mai (Air Mandalay) |